# Different World
Cet article concerne l'album d'Iron Maiden. Pour l'album d'Alan Walker, voir Different World (album d'Alan Walker).
Singles de Iron Maiden
The Reincarnation of Benjamin Breeg El Dorado
Different World est le nom du premier titre de l'album A Matter of Life and Death de la formation britannique Iron Maiden, sorti en 2006, et d'un single du groupe sorti en novembre 2006.
Morceau le plus court de l'album, d'une durée de 4:17, il est composé par le duo Smith/Harris. Ce titre rapide au refrain lumineux détonne au sein d'un album sombre et complexe, l'ambiance générale rappelle les précédents singles du groupe dans la lignée de Futureal, The Wickerman ou encore Wildest Dream. Le titre se distingue par des riffs rapides et directs dans un esprit pur Rock et par son texte qui prône la tolérance. Adrian Smith livre un solo fluide et une rapide ; on l'aperçoit sur le clip officiel avec une Gibson SG alors qu'en live, il joue le titre avec une Fender Stratocaster.
Le morceau est un des singles de l'album avec The Reincarnation of Benjamin Breeg et remporte un franc succès. Une vidéo promotionnelle en images de synthèse, réalisée sous la direction d'Howard Greenhalgh, est créée pour l'accompagner.
Tout comme la version américaine composée de plusieurs "faces B", les autres versions sorties le 1er janvier 2007 en Europe et au Canada sont composées de "faces B" exclusives et de trois autres formats.

## Liste des morceaux

### CD single États-Unis
1. "Different World" (Adrian Smith, Steve Harris) – 4:15
2. "Hallowed Be Thy Name (Radio 1 'Legends' Session)" (Harris) – 7:13
3. "The Trooper (Radio 1 'Legends' Session)" (Harris) – 3:56

### Digital single
L'interview avec Steve Harris était seulement disponible pour les disques commandés avant le 26 décembre 2006 sur le site officiel du groupe.
1. "Different World" (Live enregistré à Aalborg sur le A Matter of Life and Death tour le 9 novembre 2006) (Smith, Harris) – 4:15
2. Interview avec Steve Harris au sujet de A Matter of Life and Death – 10:38

### CD single en Europe
1. "Different World" (Smith, Harris) – 4:15
2. "Iron Maiden" (Live enregistré à Copenhague sur le A Matter of Life and Death tour le 10 novembre 2006) (Harris) – 5:40

### DVD single en Europe
1. "Different World" (Smith, Harris) – 4:15
2. "The Reincarnation of Benjamin Breeg" (Live enregistré à Copenhague sur le A Matter of Life and Death tour le 10 novembre 2006) (Dave Murray, Harris) – 7:44
3. "Hocus Pocus" (reprise de Focus) – 5:33

### 7" picture disc en Europe
1. "Different World" (Smith, Harris) – 4:15
2. "Fear of the Dark"  (Live enregistré à Copenhague sur le A Matter of Life and Death tour, 10 novembre 2006) (Harris) – 7:45

## Classements hebdomadaires
| Classement (2006-2007)             | Meilleure position |
| ---------------------------------- | ------------------ |
| Allemagne (GfK Entertainment)      | 40                 |
| Danemark (Tracklisten)             | 3                  |
| Écosse (OCC)                       | 3                  |
| Espagne (PROMUSICAE)               | 1                  |
| Finlande (Suomen virallinen lista) | 1                  |
| France (SNEP)                      | 99                 |
| Irlande (IRMA)                     | 39                 |
| Italie (FIMI)                      | 3                  |
| Royaume-Uni (UK Singles Chart)     | 3                  |
| Royaume-Uni (UK Rock Chart)        | 1                  |
| Suède (Sverigetopplistan)          | 52                 |